# Tumut
Tumut är en ort i Australien. Den ligger i kommunen Tumut Shire och delstaten New South Wales, i den sydöstra delen av landet, omkring 320 kilometer sydväst om delstatshuvudstaden Sydney.
Runt Tumut är det mycket glesbefolkat, med 3 invånare per kvadratkilometer.. Tumut är det största samhället i trakten. 
I omgivningarna runt Tumut växer huvudsakligen savannskog. Genomsnittlig årsnederbörd är 1 222 millimeter. Den regnigaste månaden är februari, med i genomsnitt 177 mm nederbörd, och den torraste är januari, med 68 mm nederbörd.